# Дзагуров, Георгий Павлович
Георгий (Батраз, Базя) Павлович Дзагуров (15 ноября 1917, Москва — 1942, Подмосковье) — советский шахматист, кандидат в мастера. Шахматист яркого тактического стиля, неоднократно одерживавший победы над гроссмейстерами в сеансах одновременной игры и в турнирных партиях. Победитель чемпионата Московского авиационного института по шахматам 1940 года, в рамках которого обыграл в личной встрече будущего чемпиона мира Василия Смыслова. Погиб на фронте в первые месяцы Великой Отечественной войны.

## Биография
Георгий (более известен как Базя, уменьшительное имя от осетинского Батраз) Дзагуров впервые упоминается в газете «Правда» в заметке «Шесть пионеров выиграли у Ласкера», про сеанс одновременной игры экс-чемпиона мира:

Вчера вечером в Центральном доме пионервожатого в Москве доктор Э. Ласкер дал сеанс одновременной игры на 25 досках. Партнерами Ласкера были исключительно пионеры, учащиеся московских школ. Сеанс продолжался ровно 4 часа. Ласкер выиграл 14 партий, 5 свел вничью и 6 проиграл.
Первым в блестящем стиле выиграл у Ласкера на 23-м ходу Саша Прорвич, <…> четвертый — Георгий Дзагуров из 37-й школы Ленинского района <…>

Ласкер заявил, что он приятно поражен сильной игрой пионеров и тем, что они хорошо знают теорию шахматной игры.— «Правда», 18 марта 1935 года
Годом позже про Дзагурова пишет «64. Шахматно-шашечная газета», в заметке «Юные чемпионы»:

В шахсекции Ленинского райдома пионеров работают 25 юных шахматистов. Это — сильнейшие из сильных в районе. Тут и известный шахматной Москве ученик 37 школы Базя Дзагуров, выигравший в сеансах у Ласкера, Шпильмана и Лилиенталя <…>, и Голубовский, Качурин, Любенко, Усов, Николаев, Смыслов — неоднократные победители московских и иностранных мастеров (пока еще в сеансах одновременной игры) <…>

Первенство ленинского райдома юных пионеров в 1936 г. завоевал самый юный из всех участников — четырнадцатилетний Василий Смыслов (50 школа), показав прекрасное понимание сложных позиций. Из 13 возможных Смыслов набрал 10½, Дзагуров — 10 <…>— «64. Шахматно-шашечная газета», № 12, 1936, с. 3
В этом турнире Дзагуров и Смыслов впервые встретились между собой (победил Дзагуров). В течение следующих пяти лет они сыграли между собой множество партий. Пять из этих партий были опубликованы в статье, посвящённой Дзагурову в журнале «Шахматы в СССР» в 1979 году.

Георгий Дзагуров <…> был неутомимым вдохновителем всевозможных соревнований в школах, институте, парке им. Горького. Бесчисленные блицтурниры, альтернативные сеансы одновременной игры, шахматно-литературные вечера — всё это рождалось экспромтом, зажигало окружающих. Трудно сказать что больше привлекало в Дзагурове — его детская непосредственность и отзывчивость, богатая фантазия и бьющая ключом энергия или просто его безграничная любовь к шахматам.— «Шахматная Москва», № 22, 1966, с. 4
Начиная с 1936 года партии Дзагурова неоднократно появляются в шахматной печати. Наиболее известны яркие победы Дзагурова чёрными фигурами над будущим мастером М. А. Бонч-Осмоловским и московским кандидатом в мастера спорта О. Богатыревым (участником полуфинала 16-го чемпионата СССР и двух чемпионатов Москвы — 1936 и 1947 гг.) в одном и том же варианте испанской партии, опубликованные как в советских («64. Шахматно-шашечная газета»), так и зарубежных («British Chess Magazine», «Chess Review») шахматных журналах.
Дзагуров неоднократно встречался с Василием Смысловым за шахматной доской. Наиболее яркое достижение Дзагурова — это победа над будущим чемпионом мира (к тому моменту — мастером спорта СССР) в чемпионате Московского авиационного института 1940 года, которая позволила Дзагурову победить в турнире. Через два месяца после этой партии Смыслов занял 3-е место в 12-м чемпионате СССР.
После начала Великой Отечественной войны Дзагуров записался добровольцем и был отправлен на учёбу в Московское Военное Политическое Училище. Последние месяцы и дни жизни Георгия Дзагурова описаны в книге его сослуживца — заслуженного архитектора России, ветерана Великой Отечественной войны Бориса Маркуса.. 7 октября 1941 года, в первом же бою Георгий Дзагуров получил тяжёлые пулевые ранения обеих ног. Небольшая группа уцелевших бойцов пыталась выйти вместе с Дзагуровым из окружения, но через несколько дней была вынуждена оставить его в деревне Цинеево Знаменского района. Дальнейшая судьба Дзагурова неизвестна, он числится пропавшим без вести с января 1942 года.
Ф. М. Малкин в предисловии к сборнику «Шахматы сражаются» сетовал, что в его распоряжении было слишком мало материалов о жизни Дзагурова (в числе других шахматистов):
«… недостаточно полны характеристики многих мастеров, нет материалов о таких замечательных шахматистах, как Г. Дзагуров, А. Ельцов, Б. Ваксберг, В. Левин, Г. Щипунов, Б. Станишнев, А. Орлов, Ф. Фогелевич…»

## Вклад в теорию дебютов
|   | a | b | c | d | e | f | g | h |   |
| - | --- | --- | --- | --- | --- | --- | --- | --- | - |
| 8 | a8 чёрная ладья · c8 чёрный слон · d8 чёрный ферзь · e8 чёрный король · f8 чёрный слон · h8 чёрная ладья · c7 чёрная пешка · f7 чёрная пешка · g7 чёрная пешка · h7 чёрная пешка · a6 чёрная пешка · c6 чёрный конь · d6 чёрная пешка · f6 чёрный конь · b5 чёрная пешка · e5 чёрная пешка · g5 белый конь · e4 белая пешка · b3 белый слон · a2 белая пешка · b2 белая пешка · c2 белая пешка · d2 белая пешка · f2 белая пешка · g2 белая пешка · h2 белая пешка · a1 белая ладья · b1 белый конь · c1 белый слон · d1 белый ферзь · f1 белая ладья · g1 белый король | a8 чёрная ладья · c8 чёрный слон · d8 чёрный ферзь · e8 чёрный король · f8 чёрный слон · h8 чёрная ладья · c7 чёрная пешка · f7 чёрная пешка · g7 чёрная пешка · h7 чёрная пешка · a6 чёрная пешка · c6 чёрный конь · d6 чёрная пешка · f6 чёрный конь · b5 чёрная пешка · e5 чёрная пешка · g5 белый конь · e4 белая пешка · b3 белый слон · a2 белая пешка · b2 белая пешка · c2 белая пешка · d2 белая пешка · f2 белая пешка · g2 белая пешка · h2 белая пешка · a1 белая ладья · b1 белый конь · c1 белый слон · d1 белый ферзь · f1 белая ладья · g1 белый король | a8 чёрная ладья · c8 чёрный слон · d8 чёрный ферзь · e8 чёрный король · f8 чёрный слон · h8 чёрная ладья · c7 чёрная пешка · f7 чёрная пешка · g7 чёрная пешка · h7 чёрная пешка · a6 чёрная пешка · c6 чёрный конь · d6 чёрная пешка · f6 чёрный конь · b5 чёрная пешка · e5 чёрная пешка · g5 белый конь · e4 белая пешка · b3 белый слон · a2 белая пешка · b2 белая пешка · c2 белая пешка · d2 белая пешка · f2 белая пешка · g2 белая пешка · h2 белая пешка · a1 белая ладья · b1 белый конь · c1 белый слон · d1 белый ферзь · f1 белая ладья · g1 белый король | a8 чёрная ладья · c8 чёрный слон · d8 чёрный ферзь · e8 чёрный король · f8 чёрный слон · h8 чёрная ладья · c7 чёрная пешка · f7 чёрная пешка · g7 чёрная пешка · h7 чёрная пешка · a6 чёрная пешка · c6 чёрный конь · d6 чёрная пешка · f6 чёрный конь · b5 чёрная пешка · e5 чёрная пешка · g5 белый конь · e4 белая пешка · b3 белый слон · a2 белая пешка · b2 белая пешка · c2 белая пешка · d2 белая пешка · f2 белая пешка · g2 белая пешка · h2 белая пешка · a1 белая ладья · b1 белый конь · c1 белый слон · d1 белый ферзь · f1 белая ладья · g1 белый король | a8 чёрная ладья · c8 чёрный слон · d8 чёрный ферзь · e8 чёрный король · f8 чёрный слон · h8 чёрная ладья · c7 чёрная пешка · f7 чёрная пешка · g7 чёрная пешка · h7 чёрная пешка · a6 чёрная пешка · c6 чёрный конь · d6 чёрная пешка · f6 чёрный конь · b5 чёрная пешка · e5 чёрная пешка · g5 белый конь · e4 белая пешка · b3 белый слон · a2 белая пешка · b2 белая пешка · c2 белая пешка · d2 белая пешка · f2 белая пешка · g2 белая пешка · h2 белая пешка · a1 белая ладья · b1 белый конь · c1 белый слон · d1 белый ферзь · f1 белая ладья · g1 белый король | a8 чёрная ладья · c8 чёрный слон · d8 чёрный ферзь · e8 чёрный король · f8 чёрный слон · h8 чёрная ладья · c7 чёрная пешка · f7 чёрная пешка · g7 чёрная пешка · h7 чёрная пешка · a6 чёрная пешка · c6 чёрный конь · d6 чёрная пешка · f6 чёрный конь · b5 чёрная пешка · e5 чёрная пешка · g5 белый конь · e4 белая пешка · b3 белый слон · a2 белая пешка · b2 белая пешка · c2 белая пешка · d2 белая пешка · f2 белая пешка · g2 белая пешка · h2 белая пешка · a1 белая ладья · b1 белый конь · c1 белый слон · d1 белый ферзь · f1 белая ладья · g1 белый король | a8 чёрная ладья · c8 чёрный слон · d8 чёрный ферзь · e8 чёрный король · f8 чёрный слон · h8 чёрная ладья · c7 чёрная пешка · f7 чёрная пешка · g7 чёрная пешка · h7 чёрная пешка · a6 чёрная пешка · c6 чёрный конь · d6 чёрная пешка · f6 чёрный конь · b5 чёрная пешка · e5 чёрная пешка · g5 белый конь · e4 белая пешка · b3 белый слон · a2 белая пешка · b2 белая пешка · c2 белая пешка · d2 белая пешка · f2 белая пешка · g2 белая пешка · h2 белая пешка · a1 белая ладья · b1 белый конь · c1 белый слон · d1 белый ферзь · f1 белая ладья · g1 белый король | a8 чёрная ладья · c8 чёрный слон · d8 чёрный ферзь · e8 чёрный король · f8 чёрный слон · h8 чёрная ладья · c7 чёрная пешка · f7 чёрная пешка · g7 чёрная пешка · h7 чёрная пешка · a6 чёрная пешка · c6 чёрный конь · d6 чёрная пешка · f6 чёрный конь · b5 чёрная пешка · e5 чёрная пешка · g5 белый конь · e4 белая пешка · b3 белый слон · a2 белая пешка · b2 белая пешка · c2 белая пешка · d2 белая пешка · f2 белая пешка · g2 белая пешка · h2 белая пешка · a1 белая ладья · b1 белый конь · c1 белый слон · d1 белый ферзь · f1 белая ладья · g1 белый король | 8 |
| 7 | a8 чёрная ладья · c8 чёрный слон · d8 чёрный ферзь · e8 чёрный король · f8 чёрный слон · h8 чёрная ладья · c7 чёрная пешка · f7 чёрная пешка · g7 чёрная пешка · h7 чёрная пешка · a6 чёрная пешка · c6 чёрный конь · d6 чёрная пешка · f6 чёрный конь · b5 чёрная пешка · e5 чёрная пешка · g5 белый конь · e4 белая пешка · b3 белый слон · a2 белая пешка · b2 белая пешка · c2 белая пешка · d2 белая пешка · f2 белая пешка · g2 белая пешка · h2 белая пешка · a1 белая ладья · b1 белый конь · c1 белый слон · d1 белый ферзь · f1 белая ладья · g1 белый король | a8 чёрная ладья · c8 чёрный слон · d8 чёрный ферзь · e8 чёрный король · f8 чёрный слон · h8 чёрная ладья · c7 чёрная пешка · f7 чёрная пешка · g7 чёрная пешка · h7 чёрная пешка · a6 чёрная пешка · c6 чёрный конь · d6 чёрная пешка · f6 чёрный конь · b5 чёрная пешка · e5 чёрная пешка · g5 белый конь · e4 белая пешка · b3 белый слон · a2 белая пешка · b2 белая пешка · c2 белая пешка · d2 белая пешка · f2 белая пешка · g2 белая пешка · h2 белая пешка · a1 белая ладья · b1 белый конь · c1 белый слон · d1 белый ферзь · f1 белая ладья · g1 белый король | a8 чёрная ладья · c8 чёрный слон · d8 чёрный ферзь · e8 чёрный король · f8 чёрный слон · h8 чёрная ладья · c7 чёрная пешка · f7 чёрная пешка · g7 чёрная пешка · h7 чёрная пешка · a6 чёрная пешка · c6 чёрный конь · d6 чёрная пешка · f6 чёрный конь · b5 чёрная пешка · e5 чёрная пешка · g5 белый конь · e4 белая пешка · b3 белый слон · a2 белая пешка · b2 белая пешка · c2 белая пешка · d2 белая пешка · f2 белая пешка · g2 белая пешка · h2 белая пешка · a1 белая ладья · b1 белый конь · c1 белый слон · d1 белый ферзь · f1 белая ладья · g1 белый король | a8 чёрная ладья · c8 чёрный слон · d8 чёрный ферзь · e8 чёрный король · f8 чёрный слон · h8 чёрная ладья · c7 чёрная пешка · f7 чёрная пешка · g7 чёрная пешка · h7 чёрная пешка · a6 чёрная пешка · c6 чёрный конь · d6 чёрная пешка · f6 чёрный конь · b5 чёрная пешка · e5 чёрная пешка · g5 белый конь · e4 белая пешка · b3 белый слон · a2 белая пешка · b2 белая пешка · c2 белая пешка · d2 белая пешка · f2 белая пешка · g2 белая пешка · h2 белая пешка · a1 белая ладья · b1 белый конь · c1 белый слон · d1 белый ферзь · f1 белая ладья · g1 белый король | a8 чёрная ладья · c8 чёрный слон · d8 чёрный ферзь · e8 чёрный король · f8 чёрный слон · h8 чёрная ладья · c7 чёрная пешка · f7 чёрная пешка · g7 чёрная пешка · h7 чёрная пешка · a6 чёрная пешка · c6 чёрный конь · d6 чёрная пешка · f6 чёрный конь · b5 чёрная пешка · e5 чёрная пешка · g5 белый конь · e4 белая пешка · b3 белый слон · a2 белая пешка · b2 белая пешка · c2 белая пешка · d2 белая пешка · f2 белая пешка · g2 белая пешка · h2 белая пешка · a1 белая ладья · b1 белый конь · c1 белый слон · d1 белый ферзь · f1 белая ладья · g1 белый король | a8 чёрная ладья · c8 чёрный слон · d8 чёрный ферзь · e8 чёрный король · f8 чёрный слон · h8 чёрная ладья · c7 чёрная пешка · f7 чёрная пешка · g7 чёрная пешка · h7 чёрная пешка · a6 чёрная пешка · c6 чёрный конь · d6 чёрная пешка · f6 чёрный конь · b5 чёрная пешка · e5 чёрная пешка · g5 белый конь · e4 белая пешка · b3 белый слон · a2 белая пешка · b2 белая пешка · c2 белая пешка · d2 белая пешка · f2 белая пешка · g2 белая пешка · h2 белая пешка · a1 белая ладья · b1 белый конь · c1 белый слон · d1 белый ферзь · f1 белая ладья · g1 белый король | a8 чёрная ладья · c8 чёрный слон · d8 чёрный ферзь · e8 чёрный король · f8 чёрный слон · h8 чёрная ладья · c7 чёрная пешка · f7 чёрная пешка · g7 чёрная пешка · h7 чёрная пешка · a6 чёрная пешка · c6 чёрный конь · d6 чёрная пешка · f6 чёрный конь · b5 чёрная пешка · e5 чёрная пешка · g5 белый конь · e4 белая пешка · b3 белый слон · a2 белая пешка · b2 белая пешка · c2 белая пешка · d2 белая пешка · f2 белая пешка · g2 белая пешка · h2 белая пешка · a1 белая ладья · b1 белый конь · c1 белый слон · d1 белый ферзь · f1 белая ладья · g1 белый король | a8 чёрная ладья · c8 чёрный слон · d8 чёрный ферзь · e8 чёрный король · f8 чёрный слон · h8 чёрная ладья · c7 чёрная пешка · f7 чёрная пешка · g7 чёрная пешка · h7 чёрная пешка · a6 чёрная пешка · c6 чёрный конь · d6 чёрная пешка · f6 чёрный конь · b5 чёрная пешка · e5 чёрная пешка · g5 белый конь · e4 белая пешка · b3 белый слон · a2 белая пешка · b2 белая пешка · c2 белая пешка · d2 белая пешка · f2 белая пешка · g2 белая пешка · h2 белая пешка · a1 белая ладья · b1 белый конь · c1 белый слон · d1 белый ферзь · f1 белая ладья · g1 белый король | 7 |
| 6 | a8 чёрная ладья · c8 чёрный слон · d8 чёрный ферзь · e8 чёрный король · f8 чёрный слон · h8 чёрная ладья · c7 чёрная пешка · f7 чёрная пешка · g7 чёрная пешка · h7 чёрная пешка · a6 чёрная пешка · c6 чёрный конь · d6 чёрная пешка · f6 чёрный конь · b5 чёрная пешка · e5 чёрная пешка · g5 белый конь · e4 белая пешка · b3 белый слон · a2 белая пешка · b2 белая пешка · c2 белая пешка · d2 белая пешка · f2 белая пешка · g2 белая пешка · h2 белая пешка · a1 белая ладья · b1 белый конь · c1 белый слон · d1 белый ферзь · f1 белая ладья · g1 белый король | a8 чёрная ладья · c8 чёрный слон · d8 чёрный ферзь · e8 чёрный король · f8 чёрный слон · h8 чёрная ладья · c7 чёрная пешка · f7 чёрная пешка · g7 чёрная пешка · h7 чёрная пешка · a6 чёрная пешка · c6 чёрный конь · d6 чёрная пешка · f6 чёрный конь · b5 чёрная пешка · e5 чёрная пешка · g5 белый конь · e4 белая пешка · b3 белый слон · a2 белая пешка · b2 белая пешка · c2 белая пешка · d2 белая пешка · f2 белая пешка · g2 белая пешка · h2 белая пешка · a1 белая ладья · b1 белый конь · c1 белый слон · d1 белый ферзь · f1 белая ладья · g1 белый король | a8 чёрная ладья · c8 чёрный слон · d8 чёрный ферзь · e8 чёрный король · f8 чёрный слон · h8 чёрная ладья · c7 чёрная пешка · f7 чёрная пешка · g7 чёрная пешка · h7 чёрная пешка · a6 чёрная пешка · c6 чёрный конь · d6 чёрная пешка · f6 чёрный конь · b5 чёрная пешка · e5 чёрная пешка · g5 белый конь · e4 белая пешка · b3 белый слон · a2 белая пешка · b2 белая пешка · c2 белая пешка · d2 белая пешка · f2 белая пешка · g2 белая пешка · h2 белая пешка · a1 белая ладья · b1 белый конь · c1 белый слон · d1 белый ферзь · f1 белая ладья · g1 белый король | a8 чёрная ладья · c8 чёрный слон · d8 чёрный ферзь · e8 чёрный король · f8 чёрный слон · h8 чёрная ладья · c7 чёрная пешка · f7 чёрная пешка · g7 чёрная пешка · h7 чёрная пешка · a6 чёрная пешка · c6 чёрный конь · d6 чёрная пешка · f6 чёрный конь · b5 чёрная пешка · e5 чёрная пешка · g5 белый конь · e4 белая пешка · b3 белый слон · a2 белая пешка · b2 белая пешка · c2 белая пешка · d2 белая пешка · f2 белая пешка · g2 белая пешка · h2 белая пешка · a1 белая ладья · b1 белый конь · c1 белый слон · d1 белый ферзь · f1 белая ладья · g1 белый король | a8 чёрная ладья · c8 чёрный слон · d8 чёрный ферзь · e8 чёрный король · f8 чёрный слон · h8 чёрная ладья · c7 чёрная пешка · f7 чёрная пешка · g7 чёрная пешка · h7 чёрная пешка · a6 чёрная пешка · c6 чёрный конь · d6 чёрная пешка · f6 чёрный конь · b5 чёрная пешка · e5 чёрная пешка · g5 белый конь · e4 белая пешка · b3 белый слон · a2 белая пешка · b2 белая пешка · c2 белая пешка · d2 белая пешка · f2 белая пешка · g2 белая пешка · h2 белая пешка · a1 белая ладья · b1 белый конь · c1 белый слон · d1 белый ферзь · f1 белая ладья · g1 белый король | a8 чёрная ладья · c8 чёрный слон · d8 чёрный ферзь · e8 чёрный король · f8 чёрный слон · h8 чёрная ладья · c7 чёрная пешка · f7 чёрная пешка · g7 чёрная пешка · h7 чёрная пешка · a6 чёрная пешка · c6 чёрный конь · d6 чёрная пешка · f6 чёрный конь · b5 чёрная пешка · e5 чёрная пешка · g5 белый конь · e4 белая пешка · b3 белый слон · a2 белая пешка · b2 белая пешка · c2 белая пешка · d2 белая пешка · f2 белая пешка · g2 белая пешка · h2 белая пешка · a1 белая ладья · b1 белый конь · c1 белый слон · d1 белый ферзь · f1 белая ладья · g1 белый король | a8 чёрная ладья · c8 чёрный слон · d8 чёрный ферзь · e8 чёрный король · f8 чёрный слон · h8 чёрная ладья · c7 чёрная пешка · f7 чёрная пешка · g7 чёрная пешка · h7 чёрная пешка · a6 чёрная пешка · c6 чёрный конь · d6 чёрная пешка · f6 чёрный конь · b5 чёрная пешка · e5 чёрная пешка · g5 белый конь · e4 белая пешка · b3 белый слон · a2 белая пешка · b2 белая пешка · c2 белая пешка · d2 белая пешка · f2 белая пешка · g2 белая пешка · h2 белая пешка · a1 белая ладья · b1 белый конь · c1 белый слон · d1 белый ферзь · f1 белая ладья · g1 белый король | a8 чёрная ладья · c8 чёрный слон · d8 чёрный ферзь · e8 чёрный король · f8 чёрный слон · h8 чёрная ладья · c7 чёрная пешка · f7 чёрная пешка · g7 чёрная пешка · h7 чёрная пешка · a6 чёрная пешка · c6 чёрный конь · d6 чёрная пешка · f6 чёрный конь · b5 чёрная пешка · e5 чёрная пешка · g5 белый конь · e4 белая пешка · b3 белый слон · a2 белая пешка · b2 белая пешка · c2 белая пешка · d2 белая пешка · f2 белая пешка · g2 белая пешка · h2 белая пешка · a1 белая ладья · b1 белый конь · c1 белый слон · d1 белый ферзь · f1 белая ладья · g1 белый король | 6 |
| 5 | a8 чёрная ладья · c8 чёрный слон · d8 чёрный ферзь · e8 чёрный король · f8 чёрный слон · h8 чёрная ладья · c7 чёрная пешка · f7 чёрная пешка · g7 чёрная пешка · h7 чёрная пешка · a6 чёрная пешка · c6 чёрный конь · d6 чёрная пешка · f6 чёрный конь · b5 чёрная пешка · e5 чёрная пешка · g5 белый конь · e4 белая пешка · b3 белый слон · a2 белая пешка · b2 белая пешка · c2 белая пешка · d2 белая пешка · f2 белая пешка · g2 белая пешка · h2 белая пешка · a1 белая ладья · b1 белый конь · c1 белый слон · d1 белый ферзь · f1 белая ладья · g1 белый король | a8 чёрная ладья · c8 чёрный слон · d8 чёрный ферзь · e8 чёрный король · f8 чёрный слон · h8 чёрная ладья · c7 чёрная пешка · f7 чёрная пешка · g7 чёрная пешка · h7 чёрная пешка · a6 чёрная пешка · c6 чёрный конь · d6 чёрная пешка · f6 чёрный конь · b5 чёрная пешка · e5 чёрная пешка · g5 белый конь · e4 белая пешка · b3 белый слон · a2 белая пешка · b2 белая пешка · c2 белая пешка · d2 белая пешка · f2 белая пешка · g2 белая пешка · h2 белая пешка · a1 белая ладья · b1 белый конь · c1 белый слон · d1 белый ферзь · f1 белая ладья · g1 белый король | a8 чёрная ладья · c8 чёрный слон · d8 чёрный ферзь · e8 чёрный король · f8 чёрный слон · h8 чёрная ладья · c7 чёрная пешка · f7 чёрная пешка · g7 чёрная пешка · h7 чёрная пешка · a6 чёрная пешка · c6 чёрный конь · d6 чёрная пешка · f6 чёрный конь · b5 чёрная пешка · e5 чёрная пешка · g5 белый конь · e4 белая пешка · b3 белый слон · a2 белая пешка · b2 белая пешка · c2 белая пешка · d2 белая пешка · f2 белая пешка · g2 белая пешка · h2 белая пешка · a1 белая ладья · b1 белый конь · c1 белый слон · d1 белый ферзь · f1 белая ладья · g1 белый король | a8 чёрная ладья · c8 чёрный слон · d8 чёрный ферзь · e8 чёрный король · f8 чёрный слон · h8 чёрная ладья · c7 чёрная пешка · f7 чёрная пешка · g7 чёрная пешка · h7 чёрная пешка · a6 чёрная пешка · c6 чёрный конь · d6 чёрная пешка · f6 чёрный конь · b5 чёрная пешка · e5 чёрная пешка · g5 белый конь · e4 белая пешка · b3 белый слон · a2 белая пешка · b2 белая пешка · c2 белая пешка · d2 белая пешка · f2 белая пешка · g2 белая пешка · h2 белая пешка · a1 белая ладья · b1 белый конь · c1 белый слон · d1 белый ферзь · f1 белая ладья · g1 белый король | a8 чёрная ладья · c8 чёрный слон · d8 чёрный ферзь · e8 чёрный король · f8 чёрный слон · h8 чёрная ладья · c7 чёрная пешка · f7 чёрная пешка · g7 чёрная пешка · h7 чёрная пешка · a6 чёрная пешка · c6 чёрный конь · d6 чёрная пешка · f6 чёрный конь · b5 чёрная пешка · e5 чёрная пешка · g5 белый конь · e4 белая пешка · b3 белый слон · a2 белая пешка · b2 белая пешка · c2 белая пешка · d2 белая пешка · f2 белая пешка · g2 белая пешка · h2 белая пешка · a1 белая ладья · b1 белый конь · c1 белый слон · d1 белый ферзь · f1 белая ладья · g1 белый король | a8 чёрная ладья · c8 чёрный слон · d8 чёрный ферзь · e8 чёрный король · f8 чёрный слон · h8 чёрная ладья · c7 чёрная пешка · f7 чёрная пешка · g7 чёрная пешка · h7 чёрная пешка · a6 чёрная пешка · c6 чёрный конь · d6 чёрная пешка · f6 чёрный конь · b5 чёрная пешка · e5 чёрная пешка · g5 белый конь · e4 белая пешка · b3 белый слон · a2 белая пешка · b2 белая пешка · c2 белая пешка · d2 белая пешка · f2 белая пешка · g2 белая пешка · h2 белая пешка · a1 белая ладья · b1 белый конь · c1 белый слон · d1 белый ферзь · f1 белая ладья · g1 белый король | a8 чёрная ладья · c8 чёрный слон · d8 чёрный ферзь · e8 чёрный король · f8 чёрный слон · h8 чёрная ладья · c7 чёрная пешка · f7 чёрная пешка · g7 чёрная пешка · h7 чёрная пешка · a6 чёрная пешка · c6 чёрный конь · d6 чёрная пешка · f6 чёрный конь · b5 чёрная пешка · e5 чёрная пешка · g5 белый конь · e4 белая пешка · b3 белый слон · a2 белая пешка · b2 белая пешка · c2 белая пешка · d2 белая пешка · f2 белая пешка · g2 белая пешка · h2 белая пешка · a1 белая ладья · b1 белый конь · c1 белый слон · d1 белый ферзь · f1 белая ладья · g1 белый король | a8 чёрная ладья · c8 чёрный слон · d8 чёрный ферзь · e8 чёрный король · f8 чёрный слон · h8 чёрная ладья · c7 чёрная пешка · f7 чёрная пешка · g7 чёрная пешка · h7 чёрная пешка · a6 чёрная пешка · c6 чёрный конь · d6 чёрная пешка · f6 чёрный конь · b5 чёрная пешка · e5 чёрная пешка · g5 белый конь · e4 белая пешка · b3 белый слон · a2 белая пешка · b2 белая пешка · c2 белая пешка · d2 белая пешка · f2 белая пешка · g2 белая пешка · h2 белая пешка · a1 белая ладья · b1 белый конь · c1 белый слон · d1 белый ферзь · f1 белая ладья · g1 белый король | 5 |
| 4 | a8 чёрная ладья · c8 чёрный слон · d8 чёрный ферзь · e8 чёрный король · f8 чёрный слон · h8 чёрная ладья · c7 чёрная пешка · f7 чёрная пешка · g7 чёрная пешка · h7 чёрная пешка · a6 чёрная пешка · c6 чёрный конь · d6 чёрная пешка · f6 чёрный конь · b5 чёрная пешка · e5 чёрная пешка · g5 белый конь · e4 белая пешка · b3 белый слон · a2 белая пешка · b2 белая пешка · c2 белая пешка · d2 белая пешка · f2 белая пешка · g2 белая пешка · h2 белая пешка · a1 белая ладья · b1 белый конь · c1 белый слон · d1 белый ферзь · f1 белая ладья · g1 белый король | a8 чёрная ладья · c8 чёрный слон · d8 чёрный ферзь · e8 чёрный король · f8 чёрный слон · h8 чёрная ладья · c7 чёрная пешка · f7 чёрная пешка · g7 чёрная пешка · h7 чёрная пешка · a6 чёрная пешка · c6 чёрный конь · d6 чёрная пешка · f6 чёрный конь · b5 чёрная пешка · e5 чёрная пешка · g5 белый конь · e4 белая пешка · b3 белый слон · a2 белая пешка · b2 белая пешка · c2 белая пешка · d2 белая пешка · f2 белая пешка · g2 белая пешка · h2 белая пешка · a1 белая ладья · b1 белый конь · c1 белый слон · d1 белый ферзь · f1 белая ладья · g1 белый король | a8 чёрная ладья · c8 чёрный слон · d8 чёрный ферзь · e8 чёрный король · f8 чёрный слон · h8 чёрная ладья · c7 чёрная пешка · f7 чёрная пешка · g7 чёрная пешка · h7 чёрная пешка · a6 чёрная пешка · c6 чёрный конь · d6 чёрная пешка · f6 чёрный конь · b5 чёрная пешка · e5 чёрная пешка · g5 белый конь · e4 белая пешка · b3 белый слон · a2 белая пешка · b2 белая пешка · c2 белая пешка · d2 белая пешка · f2 белая пешка · g2 белая пешка · h2 белая пешка · a1 белая ладья · b1 белый конь · c1 белый слон · d1 белый ферзь · f1 белая ладья · g1 белый король | a8 чёрная ладья · c8 чёрный слон · d8 чёрный ферзь · e8 чёрный король · f8 чёрный слон · h8 чёрная ладья · c7 чёрная пешка · f7 чёрная пешка · g7 чёрная пешка · h7 чёрная пешка · a6 чёрная пешка · c6 чёрный конь · d6 чёрная пешка · f6 чёрный конь · b5 чёрная пешка · e5 чёрная пешка · g5 белый конь · e4 белая пешка · b3 белый слон · a2 белая пешка · b2 белая пешка · c2 белая пешка · d2 белая пешка · f2 белая пешка · g2 белая пешка · h2 белая пешка · a1 белая ладья · b1 белый конь · c1 белый слон · d1 белый ферзь · f1 белая ладья · g1 белый король | a8 чёрная ладья · c8 чёрный слон · d8 чёрный ферзь · e8 чёрный король · f8 чёрный слон · h8 чёрная ладья · c7 чёрная пешка · f7 чёрная пешка · g7 чёрная пешка · h7 чёрная пешка · a6 чёрная пешка · c6 чёрный конь · d6 чёрная пешка · f6 чёрный конь · b5 чёрная пешка · e5 чёрная пешка · g5 белый конь · e4 белая пешка · b3 белый слон · a2 белая пешка · b2 белая пешка · c2 белая пешка · d2 белая пешка · f2 белая пешка · g2 белая пешка · h2 белая пешка · a1 белая ладья · b1 белый конь · c1 белый слон · d1 белый ферзь · f1 белая ладья · g1 белый король | a8 чёрная ладья · c8 чёрный слон · d8 чёрный ферзь · e8 чёрный король · f8 чёрный слон · h8 чёрная ладья · c7 чёрная пешка · f7 чёрная пешка · g7 чёрная пешка · h7 чёрная пешка · a6 чёрная пешка · c6 чёрный конь · d6 чёрная пешка · f6 чёрный конь · b5 чёрная пешка · e5 чёрная пешка · g5 белый конь · e4 белая пешка · b3 белый слон · a2 белая пешка · b2 белая пешка · c2 белая пешка · d2 белая пешка · f2 белая пешка · g2 белая пешка · h2 белая пешка · a1 белая ладья · b1 белый конь · c1 белый слон · d1 белый ферзь · f1 белая ладья · g1 белый король | a8 чёрная ладья · c8 чёрный слон · d8 чёрный ферзь · e8 чёрный король · f8 чёрный слон · h8 чёрная ладья · c7 чёрная пешка · f7 чёрная пешка · g7 чёрная пешка · h7 чёрная пешка · a6 чёрная пешка · c6 чёрный конь · d6 чёрная пешка · f6 чёрный конь · b5 чёрная пешка · e5 чёрная пешка · g5 белый конь · e4 белая пешка · b3 белый слон · a2 белая пешка · b2 белая пешка · c2 белая пешка · d2 белая пешка · f2 белая пешка · g2 белая пешка · h2 белая пешка · a1 белая ладья · b1 белый конь · c1 белый слон · d1 белый ферзь · f1 белая ладья · g1 белый король | a8 чёрная ладья · c8 чёрный слон · d8 чёрный ферзь · e8 чёрный король · f8 чёрный слон · h8 чёрная ладья · c7 чёрная пешка · f7 чёрная пешка · g7 чёрная пешка · h7 чёрная пешка · a6 чёрная пешка · c6 чёрный конь · d6 чёрная пешка · f6 чёрный конь · b5 чёрная пешка · e5 чёрная пешка · g5 белый конь · e4 белая пешка · b3 белый слон · a2 белая пешка · b2 белая пешка · c2 белая пешка · d2 белая пешка · f2 белая пешка · g2 белая пешка · h2 белая пешка · a1 белая ладья · b1 белый конь · c1 белый слон · d1 белый ферзь · f1 белая ладья · g1 белый король | 4 |
| 3 | a8 чёрная ладья · c8 чёрный слон · d8 чёрный ферзь · e8 чёрный король · f8 чёрный слон · h8 чёрная ладья · c7 чёрная пешка · f7 чёрная пешка · g7 чёрная пешка · h7 чёрная пешка · a6 чёрная пешка · c6 чёрный конь · d6 чёрная пешка · f6 чёрный конь · b5 чёрная пешка · e5 чёрная пешка · g5 белый конь · e4 белая пешка · b3 белый слон · a2 белая пешка · b2 белая пешка · c2 белая пешка · d2 белая пешка · f2 белая пешка · g2 белая пешка · h2 белая пешка · a1 белая ладья · b1 белый конь · c1 белый слон · d1 белый ферзь · f1 белая ладья · g1 белый король | a8 чёрная ладья · c8 чёрный слон · d8 чёрный ферзь · e8 чёрный король · f8 чёрный слон · h8 чёрная ладья · c7 чёрная пешка · f7 чёрная пешка · g7 чёрная пешка · h7 чёрная пешка · a6 чёрная пешка · c6 чёрный конь · d6 чёрная пешка · f6 чёрный конь · b5 чёрная пешка · e5 чёрная пешка · g5 белый конь · e4 белая пешка · b3 белый слон · a2 белая пешка · b2 белая пешка · c2 белая пешка · d2 белая пешка · f2 белая пешка · g2 белая пешка · h2 белая пешка · a1 белая ладья · b1 белый конь · c1 белый слон · d1 белый ферзь · f1 белая ладья · g1 белый король | a8 чёрная ладья · c8 чёрный слон · d8 чёрный ферзь · e8 чёрный король · f8 чёрный слон · h8 чёрная ладья · c7 чёрная пешка · f7 чёрная пешка · g7 чёрная пешка · h7 чёрная пешка · a6 чёрная пешка · c6 чёрный конь · d6 чёрная пешка · f6 чёрный конь · b5 чёрная пешка · e5 чёрная пешка · g5 белый конь · e4 белая пешка · b3 белый слон · a2 белая пешка · b2 белая пешка · c2 белая пешка · d2 белая пешка · f2 белая пешка · g2 белая пешка · h2 белая пешка · a1 белая ладья · b1 белый конь · c1 белый слон · d1 белый ферзь · f1 белая ладья · g1 белый король | a8 чёрная ладья · c8 чёрный слон · d8 чёрный ферзь · e8 чёрный король · f8 чёрный слон · h8 чёрная ладья · c7 чёрная пешка · f7 чёрная пешка · g7 чёрная пешка · h7 чёрная пешка · a6 чёрная пешка · c6 чёрный конь · d6 чёрная пешка · f6 чёрный конь · b5 чёрная пешка · e5 чёрная пешка · g5 белый конь · e4 белая пешка · b3 белый слон · a2 белая пешка · b2 белая пешка · c2 белая пешка · d2 белая пешка · f2 белая пешка · g2 белая пешка · h2 белая пешка · a1 белая ладья · b1 белый конь · c1 белый слон · d1 белый ферзь · f1 белая ладья · g1 белый король | a8 чёрная ладья · c8 чёрный слон · d8 чёрный ферзь · e8 чёрный король · f8 чёрный слон · h8 чёрная ладья · c7 чёрная пешка · f7 чёрная пешка · g7 чёрная пешка · h7 чёрная пешка · a6 чёрная пешка · c6 чёрный конь · d6 чёрная пешка · f6 чёрный конь · b5 чёрная пешка · e5 чёрная пешка · g5 белый конь · e4 белая пешка · b3 белый слон · a2 белая пешка · b2 белая пешка · c2 белая пешка · d2 белая пешка · f2 белая пешка · g2 белая пешка · h2 белая пешка · a1 белая ладья · b1 белый конь · c1 белый слон · d1 белый ферзь · f1 белая ладья · g1 белый король | a8 чёрная ладья · c8 чёрный слон · d8 чёрный ферзь · e8 чёрный король · f8 чёрный слон · h8 чёрная ладья · c7 чёрная пешка · f7 чёрная пешка · g7 чёрная пешка · h7 чёрная пешка · a6 чёрная пешка · c6 чёрный конь · d6 чёрная пешка · f6 чёрный конь · b5 чёрная пешка · e5 чёрная пешка · g5 белый конь · e4 белая пешка · b3 белый слон · a2 белая пешка · b2 белая пешка · c2 белая пешка · d2 белая пешка · f2 белая пешка · g2 белая пешка · h2 белая пешка · a1 белая ладья · b1 белый конь · c1 белый слон · d1 белый ферзь · f1 белая ладья · g1 белый король | a8 чёрная ладья · c8 чёрный слон · d8 чёрный ферзь · e8 чёрный король · f8 чёрный слон · h8 чёрная ладья · c7 чёрная пешка · f7 чёрная пешка · g7 чёрная пешка · h7 чёрная пешка · a6 чёрная пешка · c6 чёрный конь · d6 чёрная пешка · f6 чёрный конь · b5 чёрная пешка · e5 чёрная пешка · g5 белый конь · e4 белая пешка · b3 белый слон · a2 белая пешка · b2 белая пешка · c2 белая пешка · d2 белая пешка · f2 белая пешка · g2 белая пешка · h2 белая пешка · a1 белая ладья · b1 белый конь · c1 белый слон · d1 белый ферзь · f1 белая ладья · g1 белый король | a8 чёрная ладья · c8 чёрный слон · d8 чёрный ферзь · e8 чёрный король · f8 чёрный слон · h8 чёрная ладья · c7 чёрная пешка · f7 чёрная пешка · g7 чёрная пешка · h7 чёрная пешка · a6 чёрная пешка · c6 чёрный конь · d6 чёрная пешка · f6 чёрный конь · b5 чёрная пешка · e5 чёрная пешка · g5 белый конь · e4 белая пешка · b3 белый слон · a2 белая пешка · b2 белая пешка · c2 белая пешка · d2 белая пешка · f2 белая пешка · g2 белая пешка · h2 белая пешка · a1 белая ладья · b1 белый конь · c1 белый слон · d1 белый ферзь · f1 белая ладья · g1 белый король | 3 |
| 2 | a8 чёрная ладья · c8 чёрный слон · d8 чёрный ферзь · e8 чёрный король · f8 чёрный слон · h8 чёрная ладья · c7 чёрная пешка · f7 чёрная пешка · g7 чёрная пешка · h7 чёрная пешка · a6 чёрная пешка · c6 чёрный конь · d6 чёрная пешка · f6 чёрный конь · b5 чёрная пешка · e5 чёрная пешка · g5 белый конь · e4 белая пешка · b3 белый слон · a2 белая пешка · b2 белая пешка · c2 белая пешка · d2 белая пешка · f2 белая пешка · g2 белая пешка · h2 белая пешка · a1 белая ладья · b1 белый конь · c1 белый слон · d1 белый ферзь · f1 белая ладья · g1 белый король | a8 чёрная ладья · c8 чёрный слон · d8 чёрный ферзь · e8 чёрный король · f8 чёрный слон · h8 чёрная ладья · c7 чёрная пешка · f7 чёрная пешка · g7 чёрная пешка · h7 чёрная пешка · a6 чёрная пешка · c6 чёрный конь · d6 чёрная пешка · f6 чёрный конь · b5 чёрная пешка · e5 чёрная пешка · g5 белый конь · e4 белая пешка · b3 белый слон · a2 белая пешка · b2 белая пешка · c2 белая пешка · d2 белая пешка · f2 белая пешка · g2 белая пешка · h2 белая пешка · a1 белая ладья · b1 белый конь · c1 белый слон · d1 белый ферзь · f1 белая ладья · g1 белый король | a8 чёрная ладья · c8 чёрный слон · d8 чёрный ферзь · e8 чёрный король · f8 чёрный слон · h8 чёрная ладья · c7 чёрная пешка · f7 чёрная пешка · g7 чёрная пешка · h7 чёрная пешка · a6 чёрная пешка · c6 чёрный конь · d6 чёрная пешка · f6 чёрный конь · b5 чёрная пешка · e5 чёрная пешка · g5 белый конь · e4 белая пешка · b3 белый слон · a2 белая пешка · b2 белая пешка · c2 белая пешка · d2 белая пешка · f2 белая пешка · g2 белая пешка · h2 белая пешка · a1 белая ладья · b1 белый конь · c1 белый слон · d1 белый ферзь · f1 белая ладья · g1 белый король | a8 чёрная ладья · c8 чёрный слон · d8 чёрный ферзь · e8 чёрный король · f8 чёрный слон · h8 чёрная ладья · c7 чёрная пешка · f7 чёрная пешка · g7 чёрная пешка · h7 чёрная пешка · a6 чёрная пешка · c6 чёрный конь · d6 чёрная пешка · f6 чёрный конь · b5 чёрная пешка · e5 чёрная пешка · g5 белый конь · e4 белая пешка · b3 белый слон · a2 белая пешка · b2 белая пешка · c2 белая пешка · d2 белая пешка · f2 белая пешка · g2 белая пешка · h2 белая пешка · a1 белая ладья · b1 белый конь · c1 белый слон · d1 белый ферзь · f1 белая ладья · g1 белый король | a8 чёрная ладья · c8 чёрный слон · d8 чёрный ферзь · e8 чёрный король · f8 чёрный слон · h8 чёрная ладья · c7 чёрная пешка · f7 чёрная пешка · g7 чёрная пешка · h7 чёрная пешка · a6 чёрная пешка · c6 чёрный конь · d6 чёрная пешка · f6 чёрный конь · b5 чёрная пешка · e5 чёрная пешка · g5 белый конь · e4 белая пешка · b3 белый слон · a2 белая пешка · b2 белая пешка · c2 белая пешка · d2 белая пешка · f2 белая пешка · g2 белая пешка · h2 белая пешка · a1 белая ладья · b1 белый конь · c1 белый слон · d1 белый ферзь · f1 белая ладья · g1 белый король | a8 чёрная ладья · c8 чёрный слон · d8 чёрный ферзь · e8 чёрный король · f8 чёрный слон · h8 чёрная ладья · c7 чёрная пешка · f7 чёрная пешка · g7 чёрная пешка · h7 чёрная пешка · a6 чёрная пешка · c6 чёрный конь · d6 чёрная пешка · f6 чёрный конь · b5 чёрная пешка · e5 чёрная пешка · g5 белый конь · e4 белая пешка · b3 белый слон · a2 белая пешка · b2 белая пешка · c2 белая пешка · d2 белая пешка · f2 белая пешка · g2 белая пешка · h2 белая пешка · a1 белая ладья · b1 белый конь · c1 белый слон · d1 белый ферзь · f1 белая ладья · g1 белый король | a8 чёрная ладья · c8 чёрный слон · d8 чёрный ферзь · e8 чёрный король · f8 чёрный слон · h8 чёрная ладья · c7 чёрная пешка · f7 чёрная пешка · g7 чёрная пешка · h7 чёрная пешка · a6 чёрная пешка · c6 чёрный конь · d6 чёрная пешка · f6 чёрный конь · b5 чёрная пешка · e5 чёрная пешка · g5 белый конь · e4 белая пешка · b3 белый слон · a2 белая пешка · b2 белая пешка · c2 белая пешка · d2 белая пешка · f2 белая пешка · g2 белая пешка · h2 белая пешка · a1 белая ладья · b1 белый конь · c1 белый слон · d1 белый ферзь · f1 белая ладья · g1 белый король | a8 чёрная ладья · c8 чёрный слон · d8 чёрный ферзь · e8 чёрный король · f8 чёрный слон · h8 чёрная ладья · c7 чёрная пешка · f7 чёрная пешка · g7 чёрная пешка · h7 чёрная пешка · a6 чёрная пешка · c6 чёрный конь · d6 чёрная пешка · f6 чёрный конь · b5 чёрная пешка · e5 чёрная пешка · g5 белый конь · e4 белая пешка · b3 белый слон · a2 белая пешка · b2 белая пешка · c2 белая пешка · d2 белая пешка · f2 белая пешка · g2 белая пешка · h2 белая пешка · a1 белая ладья · b1 белый конь · c1 белый слон · d1 белый ферзь · f1 белая ладья · g1 белый король | 2 |
| 1 | a8 чёрная ладья · c8 чёрный слон · d8 чёрный ферзь · e8 чёрный король · f8 чёрный слон · h8 чёрная ладья · c7 чёрная пешка · f7 чёрная пешка · g7 чёрная пешка · h7 чёрная пешка · a6 чёрная пешка · c6 чёрный конь · d6 чёрная пешка · f6 чёрный конь · b5 чёрная пешка · e5 чёрная пешка · g5 белый конь · e4 белая пешка · b3 белый слон · a2 белая пешка · b2 белая пешка · c2 белая пешка · d2 белая пешка · f2 белая пешка · g2 белая пешка · h2 белая пешка · a1 белая ладья · b1 белый конь · c1 белый слон · d1 белый ферзь · f1 белая ладья · g1 белый король | a8 чёрная ладья · c8 чёрный слон · d8 чёрный ферзь · e8 чёрный король · f8 чёрный слон · h8 чёрная ладья · c7 чёрная пешка · f7 чёрная пешка · g7 чёрная пешка · h7 чёрная пешка · a6 чёрная пешка · c6 чёрный конь · d6 чёрная пешка · f6 чёрный конь · b5 чёрная пешка · e5 чёрная пешка · g5 белый конь · e4 белая пешка · b3 белый слон · a2 белая пешка · b2 белая пешка · c2 белая пешка · d2 белая пешка · f2 белая пешка · g2 белая пешка · h2 белая пешка · a1 белая ладья · b1 белый конь · c1 белый слон · d1 белый ферзь · f1 белая ладья · g1 белый король | a8 чёрная ладья · c8 чёрный слон · d8 чёрный ферзь · e8 чёрный король · f8 чёрный слон · h8 чёрная ладья · c7 чёрная пешка · f7 чёрная пешка · g7 чёрная пешка · h7 чёрная пешка · a6 чёрная пешка · c6 чёрный конь · d6 чёрная пешка · f6 чёрный конь · b5 чёрная пешка · e5 чёрная пешка · g5 белый конь · e4 белая пешка · b3 белый слон · a2 белая пешка · b2 белая пешка · c2 белая пешка · d2 белая пешка · f2 белая пешка · g2 белая пешка · h2 белая пешка · a1 белая ладья · b1 белый конь · c1 белый слон · d1 белый ферзь · f1 белая ладья · g1 белый король | a8 чёрная ладья · c8 чёрный слон · d8 чёрный ферзь · e8 чёрный король · f8 чёрный слон · h8 чёрная ладья · c7 чёрная пешка · f7 чёрная пешка · g7 чёрная пешка · h7 чёрная пешка · a6 чёрная пешка · c6 чёрный конь · d6 чёрная пешка · f6 чёрный конь · b5 чёрная пешка · e5 чёрная пешка · g5 белый конь · e4 белая пешка · b3 белый слон · a2 белая пешка · b2 белая пешка · c2 белая пешка · d2 белая пешка · f2 белая пешка · g2 белая пешка · h2 белая пешка · a1 белая ладья · b1 белый конь · c1 белый слон · d1 белый ферзь · f1 белая ладья · g1 белый король | a8 чёрная ладья · c8 чёрный слон · d8 чёрный ферзь · e8 чёрный король · f8 чёрный слон · h8 чёрная ладья · c7 чёрная пешка · f7 чёрная пешка · g7 чёрная пешка · h7 чёрная пешка · a6 чёрная пешка · c6 чёрный конь · d6 чёрная пешка · f6 чёрный конь · b5 чёрная пешка · e5 чёрная пешка · g5 белый конь · e4 белая пешка · b3 белый слон · a2 белая пешка · b2 белая пешка · c2 белая пешка · d2 белая пешка · f2 белая пешка · g2 белая пешка · h2 белая пешка · a1 белая ладья · b1 белый конь · c1 белый слон · d1 белый ферзь · f1 белая ладья · g1 белый король | a8 чёрная ладья · c8 чёрный слон · d8 чёрный ферзь · e8 чёрный король · f8 чёрный слон · h8 чёрная ладья · c7 чёрная пешка · f7 чёрная пешка · g7 чёрная пешка · h7 чёрная пешка · a6 чёрная пешка · c6 чёрный конь · d6 чёрная пешка · f6 чёрный конь · b5 чёрная пешка · e5 чёрная пешка · g5 белый конь · e4 белая пешка · b3 белый слон · a2 белая пешка · b2 белая пешка · c2 белая пешка · d2 белая пешка · f2 белая пешка · g2 белая пешка · h2 белая пешка · a1 белая ладья · b1 белый конь · c1 белый слон · d1 белый ферзь · f1 белая ладья · g1 белый король | a8 чёрная ладья · c8 чёрный слон · d8 чёрный ферзь · e8 чёрный король · f8 чёрный слон · h8 чёрная ладья · c7 чёрная пешка · f7 чёрная пешка · g7 чёрная пешка · h7 чёрная пешка · a6 чёрная пешка · c6 чёрный конь · d6 чёрная пешка · f6 чёрный конь · b5 чёрная пешка · e5 чёрная пешка · g5 белый конь · e4 белая пешка · b3 белый слон · a2 белая пешка · b2 белая пешка · c2 белая пешка · d2 белая пешка · f2 белая пешка · g2 белая пешка · h2 белая пешка · a1 белая ладья · b1 белый конь · c1 белый слон · d1 белый ферзь · f1 белая ладья · g1 белый король | a8 чёрная ладья · c8 чёрный слон · d8 чёрный ферзь · e8 чёрный король · f8 чёрный слон · h8 чёрная ладья · c7 чёрная пешка · f7 чёрная пешка · g7 чёрная пешка · h7 чёрная пешка · a6 чёрная пешка · c6 чёрный конь · d6 чёрная пешка · f6 чёрный конь · b5 чёрная пешка · e5 чёрная пешка · g5 белый конь · e4 белая пешка · b3 белый слон · a2 белая пешка · b2 белая пешка · c2 белая пешка · d2 белая пешка · f2 белая пешка · g2 белая пешка · h2 белая пешка · a1 белая ладья · b1 белый конь · c1 белый слон · d1 белый ферзь · f1 белая ладья · g1 белый король | 1 |
|   | a | b | c | d | e | f | g | h |   |

Дзагуров разработал и применил на практике (в упомянутых партиях против Бонч-Осмоловского и Богатырева) контратаку в варианте испанской партии, который обычно связывают с именем мастера спорта А. И. Рабиновича.
После 1. е4 е5 2. Кf3 Кс6 3. Сb5 а6 4. Са4 Кf6 5. 0—0 b5 6. Сb3 d6 белые могут сыграть 7. Кg5 (см. диаграмму). Однако на это последует 7… d5 8. ed Кd4. Здесь белые должны продолжать 9. Кс3. В случае, если белые попытаются сыграть на выигрыш материала путём 9. Ле1 (Бонч-Осмоловский) или 9. Фе1 (Богатырев), после 9… Сс5! их ждут большие неприятности.
При этом, если Бонч-Осмоловский, по всей видимости, попался в ловушку, то Богатырев, вероятно, уже сознательно шёл на этот вариант, рассчитывая усилить игру белых. Однако усиление оказалось несостоятельным.
Эти партии на протяжении многих лет входили в различные книги и статьи по дебютной теории. Партии с Бонч-Осмоловским и Богатыревым являются тактическим обоснованием данного порядка ходов в испанской партии.